# Gabriella Wilde
Gabriella Wilde, właśc. Gabriella Zanna Vanessa Anstruther-Gough-Calthorpe (ur. 8 kwietnia 1989 w Basingstoke) – brytyjska modelka i aktorka.

## Życiorys
Gabriella urodziła się w arystokratycznej rodzinie Gough Calthorpe, jako córka Jana Austena Anstruthera (biznesmena i prezesa Grupy Watermark) i Mary Theresy (z domu Hubbard). Ma sześcioro rodzeństwa.
Od najmłodszych lat łączyła karierę modelki ze szkołą. Była uczennicą takich szkół jak: Heathfield St Mary’s School w Ascot i St Swithun’s School w Winchester. Uczęszczała także do City and Guilds of London Art School, gdzie studiowała aktorstwo.
Gabriella rozpoczęła swoją karierę jako modelka w wieku 14 lat. Została odkryta przez Naomi Campbell. Dołączyła do agencji Premier Model Management  Wystąpiła w wielu kampaniach, min. u L.K.Bennett, Lacoste, Abercrombie & Fitch, Burberry, Topshop. Pozowała np. do:  InStyle, Cosmopolitan, Vogue i Nylon.
Jej debiut filmowy miał miejsce w filmie St Trinian's: The Legend of Fritton's Gold w 2009. Dwa lata później zagrała w Trzech muszkieterach 3D. W 2012 wystąpiła epizodycznie w serialu Dark Horse. 
W filmie Miłości bez końca zagrała główną rolę: Jade Butterfield. Wystąpiła także w filmach: Carrie oraz Squatters.

## Życie prywatne
Od 13 września 2014 Wilde jest żoną muzyka Alana Pownalla, 3 lutego 2014 urodził się ich syn: Sasha Blue Pownall.